# سينثاز متعدد الكيتيد
سينثاز متعدد الكيتيد ( PKSs ) Polyketide synthase هي عائلة من الإنزيمات متعددة المجالات أو مجمعات الإنزيمات التي تنتج البوليكيتيدات، فئة كبيرة من المستقلبات الثانوية، في البكتيريا، والفطريات، والنباتات، وعدد قليل من سلالات الحيوانات. تشترك عمليات التخليق الحيوي للبوليكيتيدات في أوجه تشابه مذهلة مع التخليق الحيوي للأحماض الدهنية.  
عادة ما يتم تنظيم جينات سينثاز متعدد الكيتيد PKS لمتعدد كيتيد معين في أوبرون واحد أو في مجموعات جينية. النوع الأول والنوع الثاني من مركبات متعدد الكيتيد يشكلان إما مجمعات بروتينية معيارية كبيرة أو تجمعات جزيئية قابلة للفصل؛ يوجد النوع الثالث لمركبات متعدد الكيتيد كبروتينات متجانسة أصغر.  

## التصنيف

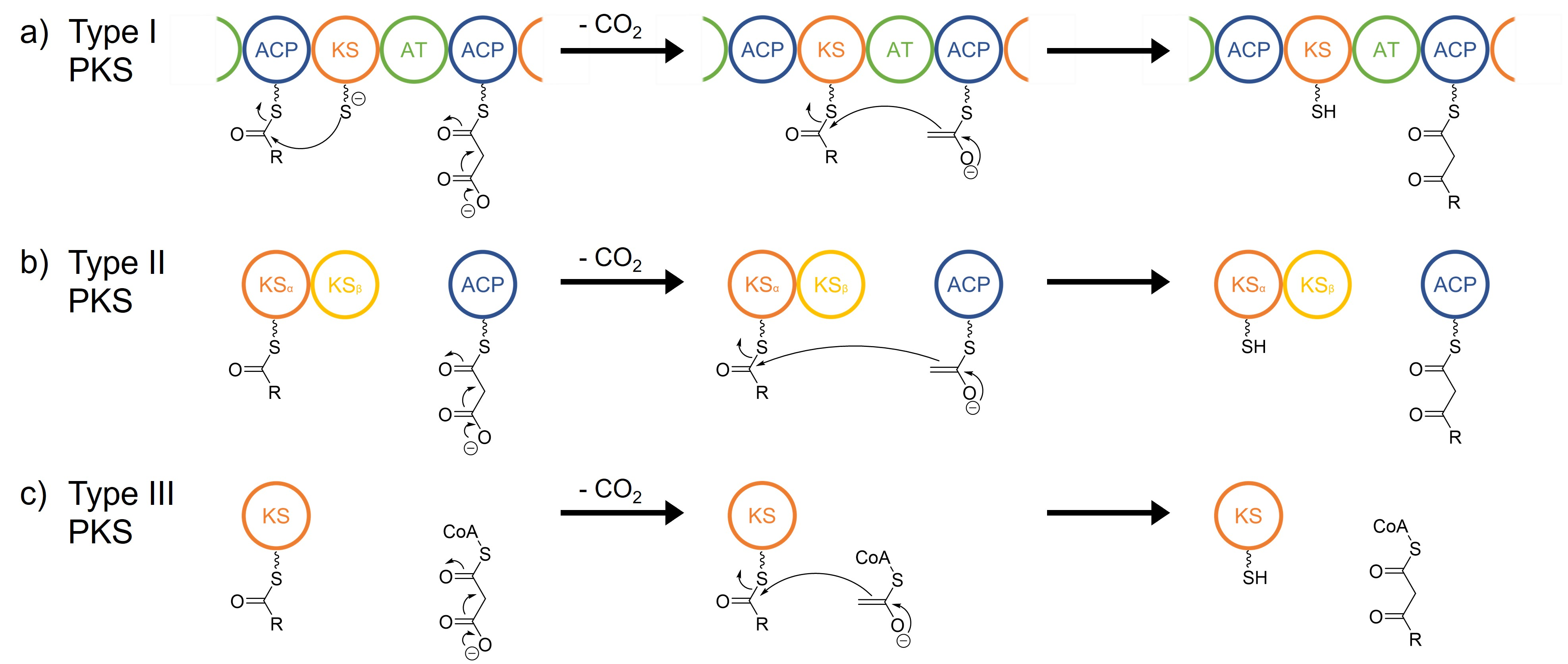
آليات التفاعل من النوع الأول والثاني والثالث لمركبات البوليكيتيد. نزع الكربوكسيل من وحدة مالونيل متبوعًا بتكثيف ثيو-كليسن. أ) (cis-AT) من النوع الأول لــ PKS مع بروتين حامل الأسيل (ACP) ، ونطاقات سينثيز كيتو (KS) ونطاقات أسيل ترانسفيراز (AT) المرتبطة تساهميًا بآخر. ب) النوع الثاني لــ PKS مع مغاير KSα-KSβ و بروتين حامل الأسيل كبروتينات منفصلة. ج)النوع الثالث من PKS لا يعتمد على البروتين حامل الأسيل.

يمكن تصنيف مركبات البوليكيتايد إلى ثلاثة أنواع:
- النوع الأول لمركبات بوليكيتيد عبارة عن هياكل بروتينية كبيرة ومعقدة ذات وحدات متعددة تتكون بدورها من عدة مجالات ترتبط عادةً ببعضها البعض وتؤدي خطوات تحفيزية مختلفة. يتكون الحد الأدنى من تكوين الوحدة النمطية من النوع I PKS من مجال نقل أسيل (AT) ، وهو المسؤول عن اختيار لبنة البناء المراد استخدامها، ومجال كيتو سينثيز (KS) الذي يحفز تكوين رابطة C-C ومجال بروتين حامل الأسيل (ACP) ، المعروف أيضًا باسم مجال ثيولاتيون. يحتوي الأخير على بقية Ser المحفوظة ، والتي تم تعديلها لاحقًا باستخدام فوسفوبانتيثين التي ترتبط في نهايتها سلسلة بوليكينيد تساهميًا أثناء التخليق الحيوي كـ ثيوإستر . علاوة على ذلك يمكن أن توجد عدة مجالات اختيارية أخرى أيضًا داخل وحدة نمطية مثل نطاقات كيتوريدوكتيز أو ديهيدراتيز التي تغير وظيفة 1،3-ديكاربونيل الافتراضية للكيتيد المثبت عن طريق الاختزال المتسلسل إلى كحول ورابطة ثنائية على التوالي. [5] [6] تعمل هذه المجالات معًا مثل (خط التجميع في الصناعة ) . يُشار أيضًا إلى هذا النوع من النوع I PKSs باسم مركبات cis-أسيلترانسفراز بوليكتيد سينثيز (cis-AT PKSs). على النقيض من ذلك ، فإن ما يسمى بـ trans-AT PKSs تطورت بشكل مستقل وتفتقر إلى مجالات AT في وحداتها. يتم توفير هذا النشاط بواسطة نطاقات AT قائمة بذاتها حرة بدلاً من ذلك. بالإضافة إلى ذلك ، غالبًا ما تحتوي على مجالات غير شائعة ذات أنشطة تحفيزية فريدة. [7]
- تتصرف مركبات البوليكيتايد من النوع الثاني بشكل مشابه جدًا للنوع I PKS ولكن مع اختلاف رئيسي واحد: بدلاً من أنزيم ضخم واحد ، فإن النوع II PKSs عبارة عن إنزيمات منفصلة أحادية الوظيفة. يتكون أصغر نوع ممكن من النوع II PKS من بروتين حامل الأسيل بالإضافة إلى وحدتين KS غير متجانسين (KSα، والتي تحفز تكوين رابطة C-C وKSβ، والمعروفة أيضًا باسم `` معامل طول السلسلة '' - CLF ، حيث يمكنها تحديد طول سلسلة الكربون [8] )، والتي تؤدي وظيفة مماثلة مثل مجالات AT وKS وACP في النوع I PKSs، على الرغم من عدم وجود مجالات من النوع I PKSs. بالإضافة إلى ذلك ، غالبًا ما تعمل مركبات بوليكيتيد من النوع الثاني بشكل متكرر حيث يتم تنفيذ خطوات استطالة سلسلة متعددة بواسطة نفس الإنزيم ، على غرار النوع III PKSs. [9] [5]
- النوع الثالث مركبات بوليكيتيد عبارة عن محولات متجانسة (هوموديمر) صغيرة من بروتينات طولها 40 كيلو دالتون تجمع جميع الأنشطة من نطاقات النوع الأول والنوع الثاني من بوليكتيد سينثيز . ومع ذلك ، على عكس النوع الأول والثاني من مركبات بوليكتيد ( PKSs ) ، فإنها لا تتطلب ركيزة مرتبطة بـ ACP. بدلاً من ذلك ، يمكنهم استخدام ركيزة أسيل-كو-أ لاستطالة السلسلة. [10] [11] [12] علاوة على ذلك ، يحتوي النوع الثالث من مركبات بوليكتيد على ثالوث Cys-His-Asn التحفيزي في مركزه النشط ، حيث تعمل بقايا السيستين كمحفز يهاجم نيوكليوفيل (جسيم تنوية) ، في حين يتميز النوع الأول والثاني PKSs بثالوث Cys-His-His. [13] تشمل المنتجات النموذجية من النوع الثالث لمركبات بوليكتيد الدهون الفينولية مثل alkylresorcinols.

- بالإضافة إلى هذه الأنواع الثلاثة من PKSs ، يمكن تصنيفها على أنها تكرارية أو غير متكررة. تقوم مركبات بوليكيتيد من النوع التكراري بإعادة استخدام المجالات بطريقة دورية. تشمل التصنيفات الأخرى درجة الاختزال التي تجري أثناء تخليق سلسلة البوليكيتيد المتنامية.
  - NR-PKSs — PKSs مركبات بوليكيتيد غير المختزلة ، ومنتجاتها بوليكيتيدات حقيقية.
  - PR-PKSs — مختزلات جزيئة من PKSs
  - FR-PKSs — مختزلات كاملة من PKSs ، ومنتجاتها عبارة عن مشتقات أحماض دهنية.

## الوحدات والمجالات

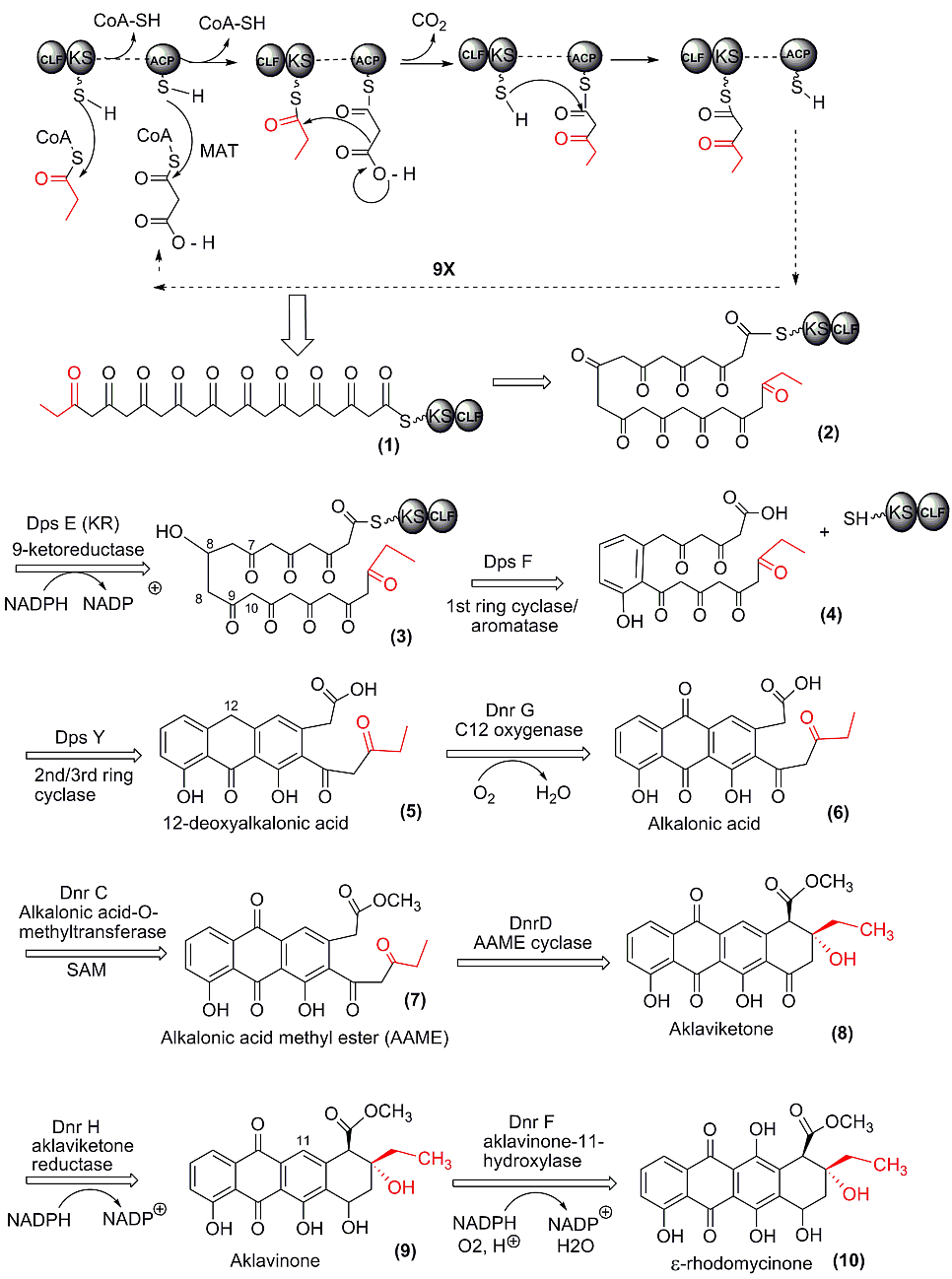
التخليق الحيوي لسلائف دوكسوروبيسين ، بيتا-رودوميسينون. تظهر تفاعلات البوليكيتيد سينسيز في الأعلى.

تتكون كل وحدة من النوع الأول من مركبات بوليكيتيد سينثيز من عدة مجالات ذات وظائف محددة ، مفصولة بمناطق متباعدة قصيرة. يكون ترتيب الوحدات والنطاقات الخاصة بمركب بوليكيتيد سينثيز الكامل على النحو التالي (بالترتيب من الطرف-N إلى الطرف-C ):
- بدء أو تحميل وحدة: AT-ACP-
- وحدات الاستطالة أو التمديد : -KS-AT- [DH-ER-KR] -ACP-
- إنهاء أو تحرير المجال: -TE

المجالات:
- AT: أسيل ترانسفيراز
- ACP: بروتين حامل الأسيل مع مجموعة SH على العامل المساعد ، سيرين - 4'- فوسفوبانثيثين
- KS : كيتو-سينثيز مع مجموعة SH على سلسلة جانبية سيستين
- KR: كيتوريدوكتيز
- DH: ديهيدراتيز
- إير: إنويلريدوكتيز
- MT: ميثيل ترانسفيريز O- or C-(α or β)
- SH: لياز السيستين المعتمد على PLP
- TE: ثيوإستريز

ترتبط سلسلة البوليكيتيد والمجموعات البادئة بمجموعتها الوظيفية الكربوكسية بمجموعات SH من بروتين حامل الأسيل ومجال كيتو-سينثيز من خلال رابطة ثيوإستر:
R- C (= O )
O H + H S -protein <=> R- C (= O ) S -protein + H 2 O.
تتشابه المجالات الحاملة لـلبروتين حامل الأسيل ACP مع المجالات الحاملة لـ PCP مركبات الببتيد غير الصبغي ، وبعض البروتينات تجمع بين كلا النوعين من الوحدات.

## المراحل
يتم تسليم سلسلة النمو من مجموعة ثيول إلى المجموعة التالية عن طريق ترانس-أسيليشن ويتم إطلاقها في النهاية عن طريق التحلل المائي أو عن طريق التدوير ( تحلل الكحول أو التحلل الأمين ).
مرحلة البداية:
- يتم تحميل مجموعة البداية ، عادةً أسيتيل-كو-أ أو نظائرها ، على مجال بروتين حامل الأسيل الخاص بوحدة البداية المحفزة بواسطة مجال AT الخاص بوحدة البدء.

مراحل الاستطالة:
- يتم تسليم سلسلة بوليكيتيد من مجال بروتين حامل الأسيل للوحدة السابقة إلى مجال كيتو- سينثيز للوحدة الحالية ، محفزًا بواسطة مجال KS.
- يتم تحميل مجموعة الاستطالة ، عادةً مالونيل-كو-أ أو ميثيل مالونيل-كو-أ ، على مجال بروتين حامل الأسيل الحالي المحفز بواسطة مجال أسيل ترانسفيريز AT الحالي.
- تتفاعل مجموعة الاستطالة المرتبطة بـبروتين حامل الأسيل في تكاثف Claisen مع سلسلة بوليكيتيد المرتبطة بـ كيتو-سينثيز مع انطلاق CO2 ، تاركة مجال KS حر وسلسلة بوليكيتيد ممدودة مرتبطة بـ بروتين حامل الأسيل . يحدث التفاعل عند نهاية السلسلة المرتبطة بـعدد من كيتوسينثيز ( KSn ) ، بحيث تتحرك السلسلة خارج موضع واحد وتصبح مجموعة الاستطالة هي المجموعة المرتبطة الجديدة.
- اختياريًا يمكن تغيير جزء سلسلة البوليكيتيد تدريجيًا من خلال مجالات إضافية. يقلل مجال KR (كيتوريدوكتيز ) من مجموعة β-keto إلى مجموعة β-hydroxy ، وينقسم مجال ديهيراتيز DH عن H 2 O ، مما يؤدي إلى α-β- ألكين غير مشبع ، ويقلل مجال ER (إنوليل-ريدوكتيز) الرابطة المزدوجة α-β- إلى رابطة واحدة. من المهم ملاحظة أن مجالات التعديل هذه تؤثر فعليًا على الإضافة السابقة للسلسلة (أي المجموعة المضافة في الوحدة السابقة) ، وليس المكون المعين إلى مجال البروتين حامل الأسيل للوحدة التي تحتوي على مجال التعديل.
- تتكرر هذه الدورة لكل وحدة استطالة.

مرحلة الإنهاء:
- يقوم مجال ثيوإستريز بتحليل سلسلة بوليكيتيد المكتملة من مجال البروتين حامل الأسيل ACP للوحدة السابقة.

## الأهمية الدوائية
تعتبر مركبات البوليكيتيد مصدرًا مهمًا للجزيئات الصغيرة التي تحدث بشكل طبيعي والمستخدمة في العلاج الكيميائي.  على سبيل المثال ، يتم إنتاج العديد من المضادات الحيوية الشائعة الاستخدام ، مثل التتراسيكلين والماكروليدات ، بواسطة مركبات البوليكيتيد. بوليكيتيدات أخرى مهمة صناعيًا هي سيروليموس (مثبط للمناعة) ، و إريثروميسين (مضاد حيوي) ،و لوفاستاتين (دواء مضاد للكوليسترول) ، و إيبوثيلون بي ( وهو دواء مضاد للسرطان). 
البوليكيتيدات هي عائلة كبيرة من المنتجات الطبيعية المستخدمة على نطاق واسع كأدوية ومبيدات حشرية ومبيدات أعشاب وتجارب بيولوجية. 
هناك مركبات البوليكيتيد المضادة للفطريات والبكتيريا ، وهي الأفيوكوردين والأفيوسيتين.[بحاجة لمصدر]

## الأهمية البيئية
حوالي 1 ٪ فقط من جميع الجزيئات المعروفة هي منتجات طبيعية ، ومع ذلك فقد تم الاعتراف بأن ما يقرب من ثلثي جميع الأدوية المستخدمة حاليًا مستمدة جزئيًا على الأقل من مصدر طبيعي.  يتم تفسير هذا التحيز بشكل عام بالحجة القائلة بأن المنتجات الطبيعية قد تطورت بشكل مشترك في البيئة لفترات زمنية طويلة وبالتالي تم اختيارها مسبقًا للهياكل النشطة. تشتمل منتجات بوليكيتيد سينثيز على دهون ذات خصائص مضادة للمضادات الحيوية ، ومضادة للفطريات ، ومضادة للأورام ، وخصائص دفاعية ضد الحيوانات المفترسة ؛ ومع ذلك ، فإن العديد من مسارات بوليكيتيد سينثيز التي تستخدمها البكتيريا والفطريات والنباتات بشكل شائع لم يتم تحديدها بعد.   لذلك تم تطوير طرق لاكتشاف مسارات سينسيز البوليكيتيد الجديدة في البيئة. يدعم الدليل الجزيئي فكرة أن العديد من مركبات البوليكيتيدات الجديدة لا يزال يتعين اكتشافها من مصادر بكتيرية.  

## أنظر أيضا
- دوكسوروبيسين
- سينثيز بيتا-كيتواسيل- إيه سي بي I
- سينثيز بيتا-كيتواسيل- أيه سي بي III

## روابط خارجية
- Polyketide+synthases في المكتبة الوطنية الأمريكية للطب نظام فهرسة المواضيع الطبية (MeSH).

قالب:Multienzyme complexesقالب:Carbon-carbon ligases